# Sophie Reimers

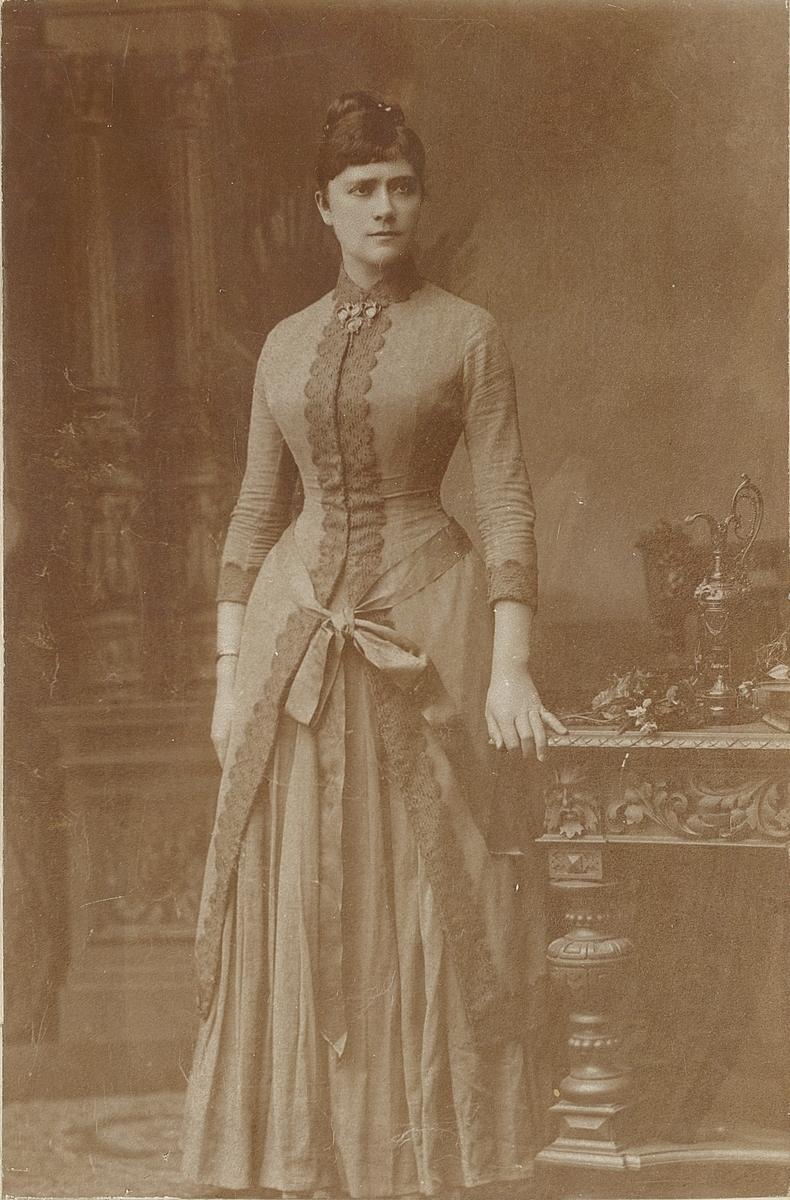
Sophie Reimers som Rebecca West i Henrik Ibsens Rosmersholm på Christiania Theater 1887.

Sophie Reimers, född den 19 april 1855 i Bergen, död den 9 april 1932, var en norsk skådespelare, syster till Arnoldus Reimers.
Sophie Reimers debuterade den 31 oktober 1879 i sin födelsestad och kom 1881 till Kristiania teater. Hon var från 1899 engagerad vid Nationaltheatret, till vars bärande krafter hon hörde. 
Hon började som tragedienne, men gjorde efter hand inte bara en betydande insats i det moderna, särskilt det norska, dramat, utan arbetade sig även över till det humoristiska och komiska facket.